# Catedral de Nuestra Señora de la Merced (Viedma)
La catedral Nuestra Señora de la Merced es el principal templo católico de la ciudad de Viedma, capital de la provincia de Río Negro en Argentina. Está instalada en el mismo sitio donde estuvo el primitivo templo, construido entre 1878 y 1880, que se destruyó debido a un voraz incendio ante la profusión de las velas colocadas para iluminar el altar en la Semana Santa de 1884. La segunda construcción, de mayores dimensiones se levantó entre 1884 y 1885. Es la catedral de la diócesis de Viedma.

## Ubicación
La catedral está situada en el barrio Centro de la ciudad de Viedma, sobre la calle Yrigoyen al 37. Frente a ella se ubica la plaza Alsina, mientras que en su parte posterior está la plaza Seca "Misiones Salesianas".
Se encuentra dentro de la denominada "Manzana Histórica", rodeada por las calles Yrigoyen, Colón, Rivadavia y Álvaro Barros. Esta cuadra se denomina de esta manera debido a que sus principales edificios (Catedral y Colegio Salesiano) fueron los únicos en toda la ciudad capaces de mantenerse en pie durante la inundación de 1899.

## Historia
El gobernador Eugenio Tello, junto con el monseñor Juan Cagliero, vicario apostólico de la Patagonia Septentrional, y el padre Bernardo Vacchina, impulsaron la construcción de una nueva iglesia que ya tenían en mente antes de la inundación. Solicitaron a la Municipalidad la escritura de los terrenos, que fueron otorgados el 29 de diciembre de 1900. Los planos fueron realizados por el padre Juan Aceto, con la posterior intervención del padre Vespignani, arquitecto experto en construcciones religiosas. El constructor fue el hermano Antonio Patriarca junto con 20 presos de la cárcel que el gobernador cedía por un jornal mínimo.
La comisión local, autoridades y el propio cardenal Cagliero gestionaron los fondos necesarios que fueron obtenidos mediante partidas nacionales, donaciones, colectas o rifas.
Actualmente, la catedral guarda los restos del cardenal Cagliero y de los monseñores Nicolás Esandi y José Borgatti (primero y segundo obispo).

## Arquitectura
El estilo inicialmente fue neorrománico aunque después sufrió varias modificaciones. Las variantes introducidas en los planos responden al atrio de ingreso, a los dos campanarios de la fachada y a un espacio mayor que se ha dado a las naves laterales.
El atrio sobresaliendo de la línea de frente con sus cuatro columnas con trabazón y tímpano superpuesto, es una idea sugerida por la comisión constructora.
Los dos campanarios están unidos entre sí por una gran arcada que se extiende sobre el atrio señalando con el vuelo de su cornisa la bóveda de la nave central, la cual quedará iluminada por un amplio ventanal abierto en el fondo que encierra en su centro la misma arcada.
Por encima de ella, a manera de remate, corre horizontalmente un corazón adornado de balaustrada. Este frontispicio se eleva del suelo hasta 20 metros, sin contar la cruz, mientras que los campanarios que rematan la cúspide octogonal se elevan otros 19 metros.
Las cuatro columnas de granito pulido que están en el interior, traídas de Italia,  fueron donadas por el monseñor Cagliero. Del transatlántico que las condujo a Buenos Aires fueron trasladadas al Vapor "Pomona”. Una vez en el muelle de Carmen de Patagones, fueron transportadas en lanchones a Viedma, y desde la rivera del río al templo sobre rodillos y tirados por yuntas de bueyes y caballos en varias etapas.
Las puertas exteriores de entrada son de nogal, talladas a mano por los alumnos del taller de artes y oficios de los salesianos.
En la parte superior del ábside se observa la bandera italiana y una cruz hechas con ladrillos de distintos colores por Patriarca. Las torres fueron terminadas en 1979 con motivo del bicentenario de la fundación de Viedma.     
- Datos: Q65164956
- Multimedia: Cathedral of Our Lady of Mercy in Viedma / Q65164956